# 제47회 백상예술대상
제47회 백상예술대상은 2011년 5월 26일에 열린 시상식이다.

## 수상 및 후보

### 영화 대상
- 악마를 보았다 - 이병헌 수상

### 영화 작품상
- 아저씨 - 이정범 수상
- 부당거래 - 류승완
- 시 - 이창동
- 이끼 - 강우석
- 황해 - 나홍진

### 영화 감독상
- 시 - 이창동 수상
- 이끼 - 강우석
- 황해 - 나홍진
- 부당거래 - 류승완
- 아저씨 - 이정범

### 영화 시나리오상
- 방가? 방가! - 육상효 수상
- 방자전 - 김대우
- 시라노; 연애조작단 - 김현석
- 부당거래 - 박훈정
- 시 - 이창동

### 영화 신인감독상
- 헬로우 고스트 - 김영탁 수상
- 내 깡패같은 애인 - 김광식
- 쩨쩨한 로맨스 - 김정훈
- 김종욱 찾기 - 장유정
- 김복남 살인사건의 전말 - 장철수

### 영화 남자최우수연기상
- 황해 - 하정우 수상
- 부당거래 - 류승범
- 아저씨 - 원빈
- 악마를 보았다 - 이병헌
- 헬로우 고스트 - 차태현

### 영화 여자최우수연기상
- 만추 - 탕웨이 수상
- 김복남 살인사건의 전말 - 서영희
- 심야의 FM - 수애
- 시 - 윤정희
- 방자전 - 조여정

### 영화 남자신인연기상
- 포화 속으로 - T.O.P 수상
- 방자전 - 송새벽
- 파괴된 사나이 - 엄기준
- 글러브 - 조진웅
- 시라노; 연애조작단 - 최다니엘

### 영화 여자신인연기상
- 방가? 방가! - 신현빈 수상
- 아저씨 - 김새론
- 반가운 살인자 - 심은경
- 시라노; 연애조작단 - 이민정
- 김복남 살인사건의 전말 - 지성원

### 영화 남자인기상
- 포화 속으로 - T.O.P 수상
- 초능력자 - 강동원
- 초능력자 - 고수
- 김종욱 찾기 - 공유
- 조선명탐정: 각시투구꽃의 비밀 - 김명민
- 황해 - 김윤석
- 방자전 - 김주혁
- 부당거래 - 류승범
- 방자전 - 송새벽
- 무적자 - 송승헌
- 마음이 2 - 송중기
- 파괴된 사나이 - 엄기준
- 시라노; 연애조작단 - 엄태웅
- 아저씨 - 원빈
- 심야의 FM - 유지태
- 악마를 보았다 - 이병헌
- 하녀 - 이정재
- 이끼 - 정재영
- 글러브 - 조진웅
- 무적자 - 주진모
- 헬로우 고스트 - 차태현
- 황해 - 하정우
- 시라노; 연애조작단 - 최다니엘
- 쩨쩨한 로맨스 - 이선균

### 영화 여자인기상
- 시라노; 연애조작단 - 박신혜 수상
- 헬로우 고스트 - 강예원
- 소와 함께 여행하는 법 - 공효진
- 아저씨 - 김새론
- 김복남 살인사건의 전말 - 서영희
- 심야의 FM - 수애
- 방가? 방가! - 신현빈
- 반가운 살인자 - 심은경
- 베스트셀러 - 엄정화
- 불량남녀 - 엄지원
- 글러브 - 유선
- 시 - 윤정희
- 비밀애 - 윤진서
- 김종욱 찾기 - 임수정
- 김복남 살인사건의 전말 - 지성원
- 하녀 - 전도연
- 방자전 - 조여정
- 시라노; 연애조작단 - 이민정
- 고사 두 번째 이야기: 교생실습 - 지연
- 쩨쩨한 로맨스 - 최강희
- 만추 - 탕웨이
- 조선명탐정: 각시투구꽃의 비밀 - 한지민
- 구르믈 버서난 달처럼 - 한지혜

### TV 대상
- SBS 시크릿 가든 - 현빈 수상

### TV 작품상(드라마)
- SBS 시크릿 가든
- MBC 동이
- KBS 성균관 스캔들
- SBS 자이언트
- KBS 제빵왕 김탁구

### TV 작품상(예능)
- MBC 놀러와 세시봉콘서트
- SBS 강심장
- KBS 개그 콘서트
- MBC 세상을 바꾸는 퀴즈
- KBS 해피선데이 남자의 자격

### TV 작품상(교양)
- EBS 학교란 무엇인가
- KBS 다큐멘터리 3일
- MBC 아프리카의 눈물
- SBS 최후의 툰드라 - 4부작
- KBS 희망로드 대장정

### TV 연출상
- KBS 제빵왕 김탁구 - 이정섭 수상
- SBS 시크릿 가든 - 신우철
- SBS 자이언트 - 유인식
- MBC 동이 - 이병훈
- SBS 인생은 아름다워 - 정을영

### TV 극본상
- SBS 시크릿 가든 - 김은숙 수상
- KBS 제빵왕 김탁구 - 강은경
- KBS 신데렐라 언니 - 김규완
- SBS 자이언트 - 장영철
- MBC 욕망의 불꽃 - 정하연

### TV 남자최우수연기상
- SBS 자이언트 - 정보석 수상
- SBS 대물 - 권상우
- KBS 제빵왕 김탁구 - 윤시윤
- SBS 자이언트 - 이범수
- SBS 시크릿 가든 - 현빈

### TV 여자최우수연기상
- MBC 동이 - 한효주 수상
- SBS 싸인 - 김아중
- KBS 성균관 스캔들 - 박민영
- KBS 제빵왕 김탁구 - 전인화
- SBS 시크릿 가든 - 하지원

### TV 남자신인연기상
- KBS 성균관 스캔들 - 박유천 수상
- SBS 시크릿 가든 - 김성오
- KBS 드림하이 - 김수현
- KBS 드림하이 - 박진영
- KBS 신데렐라 언니 - 택연

### TV 여자신인연기상
- SBS 시크릿 가든 - 유인나 수상
- SBS 인생은 아름다워 - 남규리
- MBC 동이 - 박하선
- KBS드림하이 - 수지
- KBS 부자의 탄생 - 이시영

### TV 남자예능상
- KBS 1박 2일 - 이수근 수상
- KBS 남자의 자격 - 김태원
- KBS 개그 콘서트 - 박영진
- KBS 남자의 자격 - 이경규
- KBS 1박 2일 - 이승기

### TV 여자예능상
- MBC 놀러와 - 김원희 수상
- MBC 우리 결혼했어요 - 손가인
- KBS 개그 콘서트 - 김영희
- SBS 강심장 - 정주리
- MBC 세바퀴 - 조혜련

### TV 신인연출상
- KBS 성균관 스캔들 - 김원석 수상
- MBC 살맛납니다 - 김대진
- SBS 당돌한 여자 - 이동훈
- KBS 드림하이 - 이응복

### TV 남자인기상
- KBS 성균관 스캔들 - 박유천 수상
- SBS 대물 - 권상우
- SBS 시크릿 가든 - 김성오
- KBS 드림하이 - 김수현
- MBC 장난스런 키스 - 김현중
- SBS 검사 프린세스 - 박시후
- KBS 드림하이 - 박진영
- MBC 로드 넘버 원 - 소지섭
- MBC 마이 프린세스 - 송승헌
- KBS 성균관 스캔들 - 송중기
- SBS 인생은 아름다워 - 송창의
- KBS 신데렐라 언니 - 택연
- KBS 성균관스캔들 - 유아인
- MBC 몽땅 내사랑 - 윤두준
- SBS 시크릿 가든 - 윤상현
- KBS 제빵왕 김탁구 - 윤시윤
- SBS 자이언트 - 이범수
- SBS 내 여자친구는 구미호 - 이승기
- KBS 매리는 외박중 - 장근석
- SBS 자이언트 - 정보석
- KBS 도망자 PLAN. B - 비
- MBC 몽땅 내사랑 - 조권
- SBS 자이언트 - 주상욱
- KBS 제빵왕 김탁구 - 주원
- SBS 시크릿 가든 - 현빈

### TV 여자인기상
- KBS 신데렐라 언니 - 문근영 수상
- MBC 몽땅 내사랑 - 손가인
- SBS 대물 - 고현정
- SBS 시크릿 가든 - 김사랑
- SBS 검사 프린세스 - 김소연
- SBS 싸인 - 김아중
- SBS 나는 전설이다 - 김정은
- MBC 마이 프린세스 - 김태희
- SBS 인생은 아름다워 - 남규리
- KBS 성균관스캔들 - 박민영
- MBC 동이 - 박하선
- KBS 드림하이 - 수지
- MBC 욕망의 불꽃 - 서우
- MBC 김수로 - 서지혜
- SBS 아테나: 전쟁의 여신 - 수애
- SBS 내 여자친구는 구미호 - 신민아
- KBS 드림하이 - 아이유
- SBS 시크릿 가든 - 유인나
- KBS 도망자 PLAN. B - 이나영
- MBC 동이 - 이소연
- KBS 부자의 탄생 - 이시영
- KBS 제빵왕 김탁구 - 전인화
- SBS 시크릿 가든 - 하지원
- MBC 동이 - 한효주
- KBS 드림하이 - 함은정
- SBS 자이언트 - 황정음

### 공로상
- 강신성일 수상

### InStyle상
- 이민정 수상